# Friedrich Johann von Bothmer
Friedrich Johann von Bothmer (født 1658, død 1729) var en britisk og brunsvig-lyneborgsk generalløjtnant samt gesandt i Danmark. Han var søn af Julius August rigsfriherre von Bothmer, gehejmeråd og landdrost, og Margrethe Eleonore von Petersdorff. Fra 1703 besad han faderens godser Lauenbrück, Bothmer an der Leine, Morsum samt Grellenbruch. 
Friedrich Johann slog tidligt ind på den militære vej. Han sendtes 1674 for at deltage i krigen mod Ludvig XIV i Alsace. Han kæmpede senere tappert under hertugen af Marlborough og udmærkede sig som oberst særligt i slaget ved Blenheim, hvor hans regiment erobrede 13 faner. Derefter ophøjedes han til generalløjtnant og chef for et dragonregiment i hertug Georg Vilhelms tjeneste. Han sluttede sin karriere som ambassadør ved det danske hof i København, hvor han døde 29. marts 1729. Friedrich Johann von Bothmer er begravet i kirken Scheesel ved Lauenbrück. Han ophøjedes 1713 til rigsgreve af kejser Karl VI sammen med tre brødre. Han var gift fire gange, med Justine Sophie von Moltke, Sophie Charlotte von Moltke, Sophie Hedvig von Holstein samt med Birgitte von Holstein.
1. ↑  Navnet er anført på engelsk og stammer fra Wikidata hvor navnet endnu ikke findes på dansk.
2. ↑  Navnet er anført på engelsk og stammer fra Wikidata hvor navnet endnu ikke findes på dansk.